# Condado de la Cueva
El título nobiliario de conde de la Cueva fue otorgado por el rey Carlos II de España el 20 de mayo de 1693 a Francisco de Villalonga y Fortuny, maestre de Campo, caballero de la Orden de Calatrava.

## Condes de la Cueva
|                        | Titular                                          | Periodo                |
| Creación por Carlos II | Creación por Carlos II                           | Creación por Carlos II |
| ---------------------- | ------------------------------------------------ | ---------------------- |
| I                      | Francisco de Villalonga y Fortuny                | 1693- 1708             |
| II                     | Jorge de Villalonga y Fortuny                    | 1708 - 1740            |
| III                    | Joaquina de Villalonga y de Villalonga           | 1740 - ¿?              |
| IV                     | Manuela de Villalonga y Velasco                  | ¿? - ¿?                |
| V                      | María Bernarda González de Castejón y Villalonga | 1764 - 1806            |
| VI                     | María Luisa Silva y Castejón                     | 1806 - 1848            |
| VII                    | Juan Bautista Queralt y Silva                    | 1848 - 1865            |
| VIII                   | Juan Bautista Queralt y Bucarelli                | 1865 - 1873            |
| IX                     | Hipólito Queralt y Bernaldo de Quirós            | 1875 - 1878            |
| X                      | Enrique de Queralt y Fernández Maquieira         | 1878 - 1930            |
| XI                     | Enrique Queralt y Gil Delgado                    | 1930 - 1980            |
| XII                    | María Victoria Queralt y Chávarri                | 1982 -                 |

## Historia de los condes de la Cueva
- Francisco de Villalonga y Fortuny (n. Mallorca), i conde de la Cueva, hijo de Pedro Juan de Villalonga y de Magdalena de Villalonga Fortuny.

1. Casó en Madrid (San Pedro el Real) el 13 de noviembre de 1697 con Catalina Jacoba de Velasco y Arellano (n. Cuenca), hija de Cristóbal de Velasco y de la Cueva y Carrillo de Mendoza (1621-1692), xii conde de Siruela, y de María de Arellano y Toledo.[3] Padres de:

- Jorge de Villalonga y Arellano, ii conde de la Cueva.